# Juan Camilo Vargas
Pour les articles homonymes, voir Vargas.
Juan Camilo Vargas, né le 18 avril 1994 à Bogota, est un joueur colombien de squash. Il atteint en juin 2025 la 34e place mondiale sur le circuit international, son meilleur classement. Il est médaille d'or en double aux Jeux panaméricains de 2015.